# Liste der Monuments historiques in Pressac
Die Liste der Monuments historiques in Pressac führt die Monuments historiques in der französischen Gemeinde Pressac auf.

## Liste der Bauwerke
| Bezeichnung    | Beschreibung              | Standort | Kennzeichnung | Schutzstatus | Datum | Bild           |
| -------------- | ------------------------- | -------- | ------------- | ------------ | ----- | -------------- |
| Kirche St-Just | Erbaut im 12. Jahrhundert | (Lage)   | PA00105660    | Classé       | 1987  | weitere Bilder |

## Liste der Objekte
| Bezeichnung | Beschreibung                     | Standort                     | Kennzeichnung | Schutzstatus | Datum | Bild |
| ----------- | -------------------------------- | ---------------------------- | ------------- | ------------ | ----- | ---- |
| Tabernakel  | Holz, vergoldet, 18. Jahrhundert | in der Kirche St-Just (Lage) | PM86000549    | Classé       | 1948  |      |